# São Roque da Fartura
São Roque da Fartura é um distrito do município brasileiro de Águas da Prata, no interior do estado de São Paulo. O distrito é formado pela vila de São Roque da Fartura (sede) e pelo bairro Ponto da Cascata (área urbana isolada).

## História

### Origem
O povoado que deu origem ao distrito foi se formando em terras às margens do Rio Fartura que, de primeira mão, pertenceram a João Francisco Dutra, depois foram sendo divididas em prósperos sítios, onde viviam basicamente sitiantes, plantadores de batatas e cultivadores do café da serra, o "café fino" (cultivo que praticamente desapareceu).

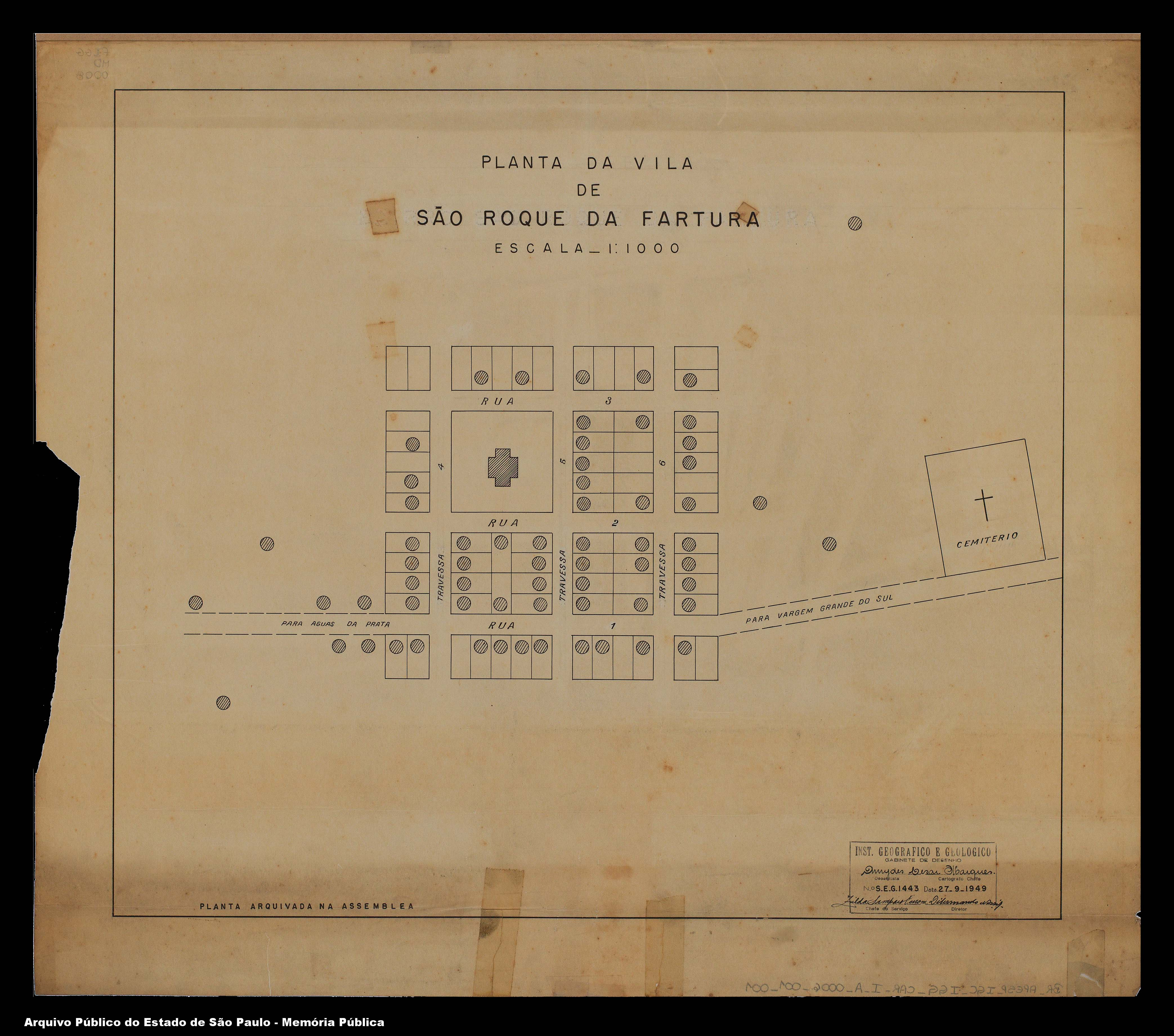
Planta da área urbana original.

Estas terras pertencentes a diversos herdeiros formaram a Fazenda Sobradinho. Foi um desses herdeiros, o Capitão João Urias da Silva, que doou um alqueire de terra para o patrimônio religioso, onde foi construída a Igreja, e outro alqueire para a colocação de um Cruzeiro, dando início ao povoamento do bairro.
A família de João Paina doou o terreno onde foi construído o cemitério e Felipe Urtado Serrati doou a área para a construção da escola estadual, a qual leva o nome do fundador: Capitão João Urias. A manutenção do local em terras paulistas deu-se após a abertura da estrada que leva ao Mirante, por Gerônimo Ribeiro.

### Formação administrativa
- Distrito criado pela Lei n° 233 de 24/12/1948, com o povoado de São Roque da Fartura mais terras do distrito sede de Águas da Prata[5][6].

## Geografia

### Demografia

#### População urbana (São Roque da Fartura)
| Crescimento população urbana | Crescimento população urbana | Crescimento população urbana | Crescimento população urbana |
| Censo                        | Pop.                         |                              | %±                           |
| ---------------------------- | ---------------------------- | ---------------------------- | ---------------------------- |
| 1950                         | 174                          |                              | —                            |
| 1960                         | 487                          |                              | 179,9%                       |
| 1970                         | 533                          |                              | 9,4%                         |
| 1980                         | 695                          |                              | 30,4%                        |
| 1991                         | 683                          |                              | −1,7%                        |
| 2000                         | 603                          |                              | −11,7%                       |
| 2010                         | 696                          |                              | 15,4%                        |
| Fonte: IBGE e Fundação SEADE |                              |                              |                              |

#### População urbana (Ponto da Cascata)
| Crescimento população urbana | Crescimento população urbana | Crescimento população urbana | Crescimento população urbana |
| Censo                        | Pop.                         |                              | %±                           |
| ---------------------------- | ---------------------------- | ---------------------------- | ---------------------------- |
| 1980                         | 118                          |                              | —                            |
| 1991                         | 805                          |                              | 582,2%                       |
| 2000                         | 689                          |                              | −14,4%                       |
| 2010                         | 872                          |                              | 26,6%                        |
| Fonte: IBGE e Fundação SEADE |                              |                              |                              |

Pelo Censo 2010 (IBGE) a população urbana total do distrito era de 1 584 habitantes.

#### População total
Pelo Censo 2010 (IBGE) a população total do distrito era de 1 958 habitantes.

### Área territorial
A área territorial do distrito é de 34,708 km².

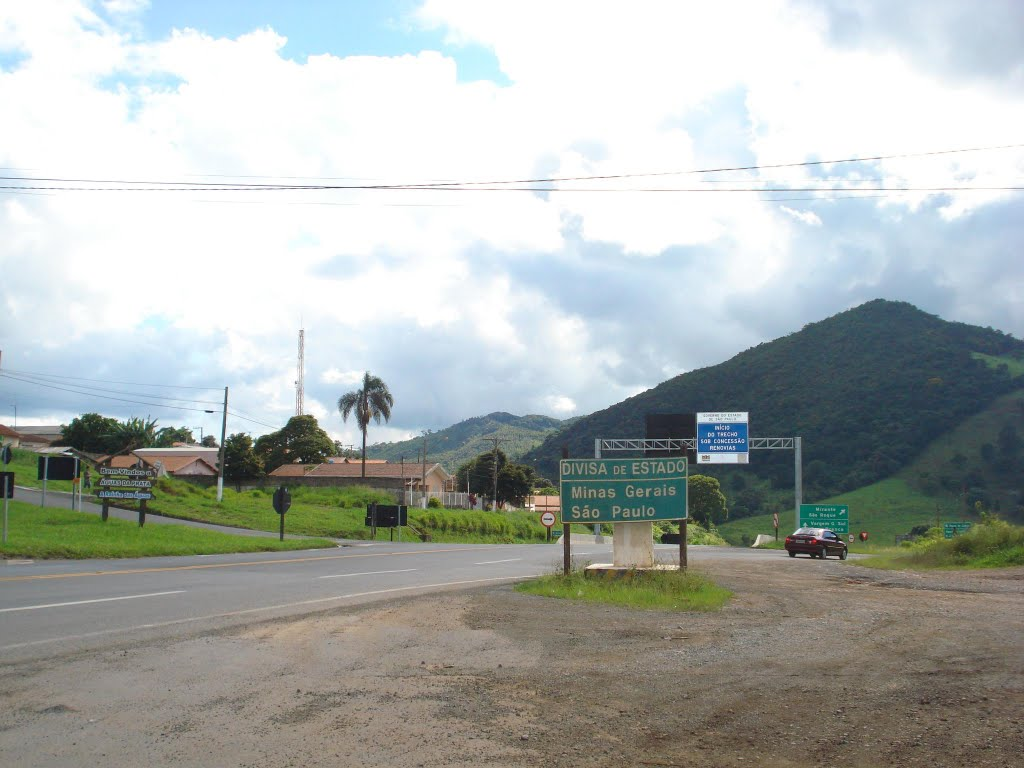
Divisa Minas Gerais - São Paulo em Ponto da Cascata.

### Rodovias
São Roque da Fartura localiza-se às margens da Rodovia Deputado Januário Mantelli Neto (SP-215), à aproximadamente 23 km de Águas da Prata.
Já o bairro Ponto da Cascata localiza-se às margens da Rodovia Governador Doutor Adhemar Pereira de Barros (SP-342), bem na divisa dos estados de São Paulo e Minas Gerais, com sua área urbana conurbada à Região Urbana Homogênea XXVII de Poços de Caldas.

### Topografia
São Roque da Fartura fica a cerca de 1400 metros de altitude.

## Serviços públicos

### Registro civil
Atualmente é feito na sede do município, pois o Cartório de Registro Civil das Pessoas Naturais do distrito foi extinto pelo Tribunal de Justiça do Estado de São Paulo e seu acervo foi recolhido ao cartório do distrito sede.

### Saneamento
O serviço de abastecimento de água é feito pela Companhia de Saneamento Básico do Estado de São Paulo (SABESP).

### Energia
A responsável pelo abastecimento de energia elétrica é a Neoenergia Elektro, antiga CESP.

### Telecomunicações
O distrito era atendido pela Telecomunicações de São Paulo (TELESP), que inaugurou a central telefônica utilizada até os dias atuais. Em 1998 esta empresa foi vendida para a Telefônica, que em 2012 adotou a marca Vivo para suas operações.

## Atrações turísticas

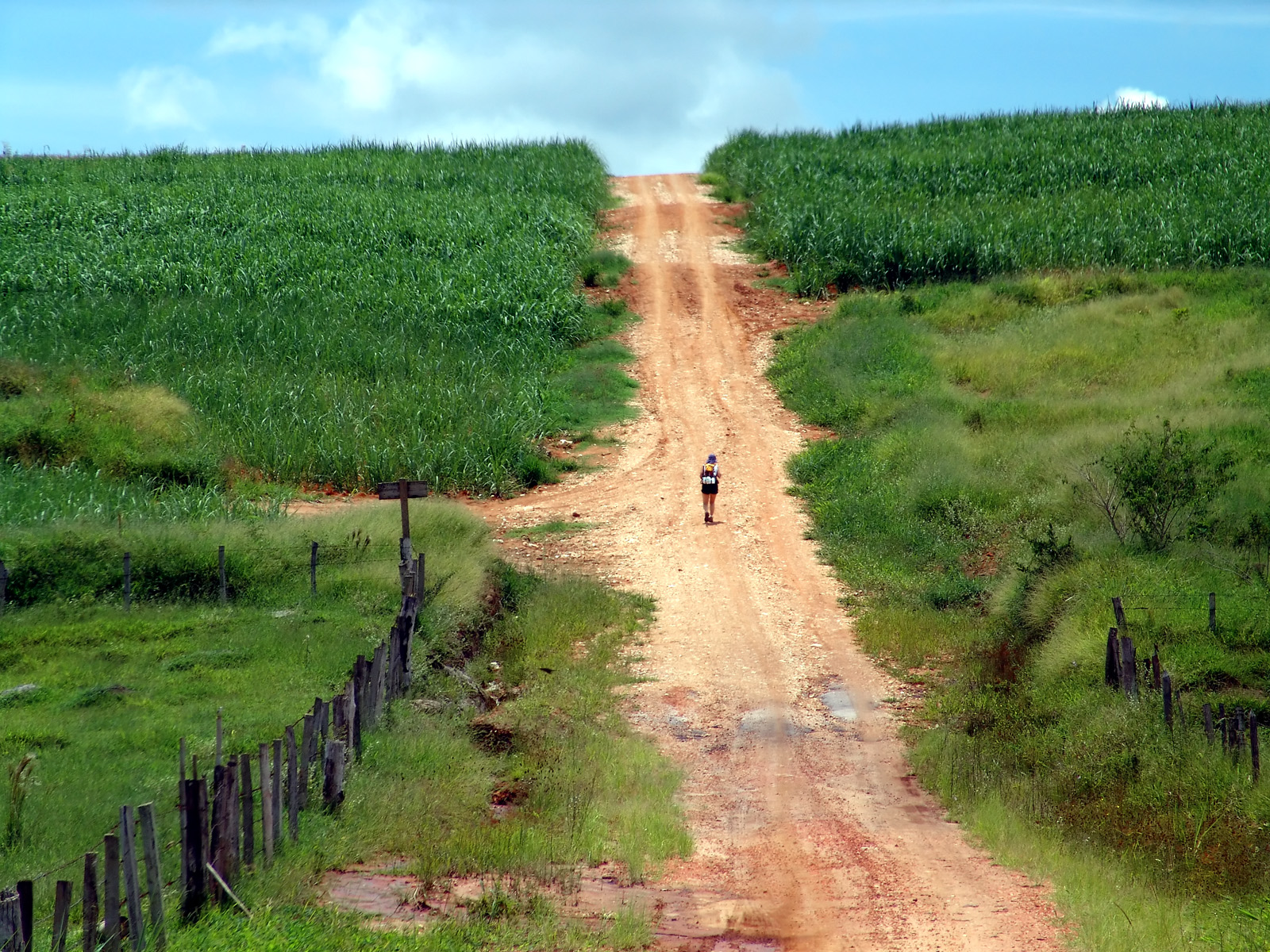
Trecho do Caminho da Fé.

Tem como atrativos turísticos o Pico do Mirante da Lajinha e a Cachoeiras do Leme, sendo o seu clima agradável e um pouco rigoroso nas estações frias, por fazer parte da Serra da Mantiqueira.

### Caminho da Fé
Próximo a cidades como São João da Boa Vista, Vargem Grande do Sul, São Sebastião da Grama e Poços de Caldas, tem uma importante missão, pois passam por São Roque da Fartura os Peregrinos que participam do Caminho da Fé, saindo de São Carlos, Cravinhos, São Simão, Santa Rosa do Viterbo e Tambaú, e indo até a Aparecida.

## Atividades econômicas
Sua principal fonte de renda é a agricultura (batata, cebola, cenoura etc).

## Religião
O Cristianismo se faz presente no distrito da seguinte forma:

### Igreja Católica
- A igreja faz parte da Diocese de São João da Boa Vista[22].

### Igrejas Evangélicas
- Congregação Cristã no Brasil[23].